# Генріх Ройсс фон Плауен
Генріх Рейсс фон Плауен (нім. Heinrich Reuß von Plauen) — 32-й великий магістр Тевтонського ордена з 1469 по 1470 рік.

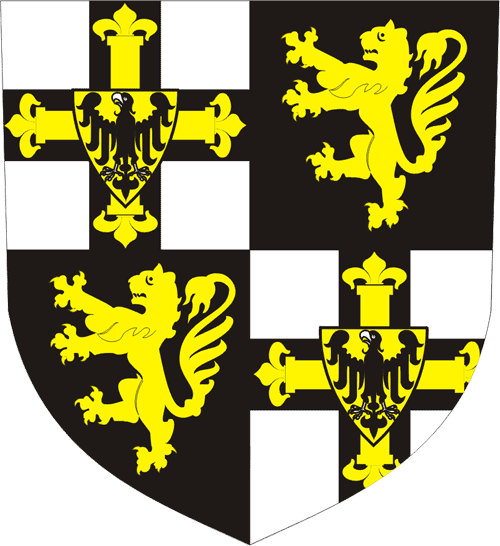
Герб великого магістра Генріха фон Плауена

Народився близько 1400 року. Походив з тюрингського фогтського роду Ройсс фон Плауен.
Племінник свого попередника, Великого магістра Людвіга фон Ерліхсхаузена та далекий родич 27-го Великого магістра Генріха фон Плауена.
У молодості вступив до Тевтонського ордену та приїхав у Пруссію. Швидко отримав посаду фогта Тчева, з 1433 року — комтур Бальги, з 1440 року — фогт Натангії. З 1441 року — Великий госпітальєр Тевтонського ордену та комтур Ельблонга.
У 1454 році, коли розпочалась Тринадцятирічна війна, Генріх фон Плауен очолював війська ордену у пониззях Вісли, розбив польські війська в битві під Хойніце, після чого фактично командував армією та керував державою. Після укладення Торуньського миру був призначений комтуром Моронгу.
Згідно з умовами Торуньського миру Тевтонський орден став ленником Польської Корони. Після смерті у 1467 році Людвіга фон Ерліхсхаузена великий госпітальєр Генріх фон Плауен став намісником ордену, проте намагався відтягнути своє обрання на посаду великого магістра, щоб не приносити присяги польському королю Казимиру IV.
Спочатку він обрав своєю резиденцією Моронг, проте змушений був перенести її у Кенігсберг.
Під тиском короля у 1469 році генеральний капітул все ж обрав Генріха фон Плауена великим магістром і 29 листопада 1469 року він приніс васальну присягу Казимиру IV. Незабаром після свого повернення з Польщі тяжко захворів та був паралізований. Помер 2 січня 1470 року від інсульту.
Похований у Кафедральному соборі Кенігсберга.